# Nigdy nie ocieraj łez bez rękawiczek
Nigdy nie ocieraj łez bez rękawiczek (tytuł szwedzki: Torka aldrig tårar utan handskar, tytuł angielski: Don’t Ever Wipe Tears Without Gloves) – szwedzki trzyodcinkowy miniserial telewizyjny, w reżyserii Simona Kaijsera z 2012 roku. Pierwszy odcinek wyemitowano na kanale SVT1 8 października, kolejne: 15 października i 22 października.
Serial pokazuje początki epidemii AIDS w 1980 roku w sztokholmskiej społeczności gejowskiej. Dramat jest oparty na trylogii szwedzkiego pisarza Jonasa Gardella, który stworzył również scenariusz do serialu.
We wrześniu 2013 roku poinformowano, że stacja BBC kupiła wszystkie odcinki serialu, a jego pierwszą część wyemitowano 2 grudnia 2013 roku na kanale BBC Four, dzień po Światowym Dniu AIDS. Serial w Polsce miał swoją premierę w 2015 roku, na stronie internetowej VOD – OutFilm, należącej do polskiego dystrybutora Tongariro Releasing.

## Fabuła
Odcinek 1. Miłość (Kärleken)

19-letni Rasmus (Adam Pålsson) na co dzień mieszka na wsi. Wybiera się na studia do Sztokholmu. Gdy tylko zamieszkuje w stolicy kraju, rozpoczyna poszukiwania społeczności gejowskiej. Poznaje Paula (Simon J. Berger), który zaprasza studenta na rodzinne przyjęcie. W mieszkaniu mężczyzny Rasmus spotyka Benjamina (Adam Lundgren), młodego człowieka, który stara się pogodzić swój homoseksualizm i wiarę jako Świadek Jehowy. Mężczyźni zakochują się w sobie.
Odcinek 2. Choroba (Sjukdomen)

Rasmus i Benjamin postanawiają ze sobą zamieszkać. Mass media informują społeczeństwo, że AIDS zaczął się rozprzestrzeniać wśród homoseksualistów, którzy uprawiają seks bez zabezpieczenia. Rasmus profilaktycznie wykonuje test. Wychodzi pozytywny. Gdy student okazuje się być zakażony HIV, Benjamin decyduje się powiedzieć rodzicom i członkom wiary, że jest gejem, chce w pełni wspierać ukochanego partnera. Gdy mężczyzna dokonuje coming outu, zostaje wyrzucony przez kościół, który nakazuje rodzicom Benjamina, by zerwali kontakt z synem, jeżeli nadal chcą pozostać w zborze.
Odcinek 3. Śmierć (Döden)

Paul i Rasmus umierają przez AIDS. Pogrzeb Paula jest bardzo uroczysty, wyniosły. Benjamin jest wstrząśnięty śmiercią ukochanego partnera. Chce uczestniczyć w pogrzebie Rasmusa, jednak nie akceptują tej propozycji rodzice zmarłego. W odcinku zawarto także kilka refleksji, mających miejsce dwadzieścia lat po pogrzebie Rasmusa, których narratorem jest Benjamin.

## Obsada
- Adam Pålsson jako Rasmus
- Adam Lundgren jako Benjamin

W pozostałych rolach:
- Simon J. Berger jako Paul
- Emil Almén jako Seppo
- Michael Jonsson jako Lars-Åke
- Christoffer Svensson jako Bengt
- Kristoffer Berglund jako Reine
- Annika Olsson jako matka Rasmusa
- Stefan Sauk jako ojciec Rasmusa
- Marie Richardson jako matka Benjamina
- Gerhard Hoberstorfer jako ojciec Benjamina

## Tytuł serialu
Tytuł odnosi się do jednej z początkowych scen w pierwszym odcinku serialu. Rok 1980. Dwie pielęgniarki, ubrane w ciężkie, ochronne kombinezony, opiekują się mężczyzną z AIDS. Jedna z nich bardzo przeżywa ból i cierpienie chorego człowieka, ociera łzę z oka. Druga pielęgniarka widząc całą sytuację gani koleżankę, by „nigdy nie ocierać łez bez rękawiczek”, odzwierciedla to strach o zdrowie ludzi opiekujących się chorymi na HIV/AIDS w tamtym czasie.

## Recenzje
W Szwecji serial miał 34% udziału w rynku. Otrzymał dobre recenzje od szwedzkich mediów. Jest uznawany za produkcję, która podnosi świadomość na temat HIV i AIDS w społeczeństwie szwedzkim. Ponadto został doceniony przez członków społeczności LGBT za przedstawienie kryzysu AIDS w latach 80. w Sztokholmie.
Po emisji serialu przez BBC, londyński magazyn Time Out ocenił pierwszy odcinek na 4 z 5 możliwych gwiazdek. The Daily Telegraph również przyznał 4 gwiazdki, chwaląc m.in. zdjęcia. The Independent porównał serial z amerykańskim miniserialem Anioły w Ameryce.

## Nagrody i nominacje
| Kategoria      | Festiwal                            | Rezultat |
| -------------- | ----------------------------------- | -------- |
| Audience Award | Séries Mania Festival in Paris 2013 | Wygrana  |
| Best TV drama  | Kristallen 2013                     | Wygrana  |

Dramat był nominowany do Prix Europe w październiku 2013 na festiwalu w Berlinie, jednak nie zdobył żadnej nagrody.